# Napoleon z černého ostrova

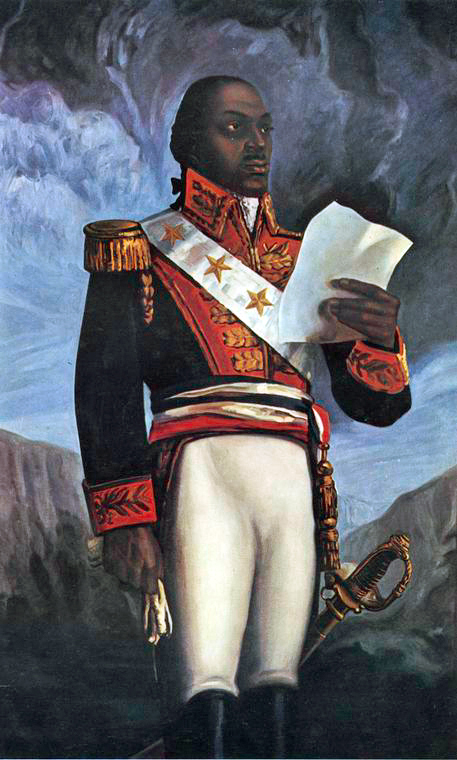
François Touissant

Napoleon z černého ostrova (1966) je dobrodružný historický román pro mládež od českého spisovatele Miloše Václava Kratochvíla, jehož hrdinou je haitský černošský vojevůdce a politik François Toussaint (asi 1743–1803).

## Obsah románu
Román se odehrává na ostrově Haiti a sleduje životní dráhu Françoise Toussainta od jeho mládí, kdy pracoval jako černý otrok na francouzských haitských plantážích v západní části ostrova, známého pod názvem Saint-Domingue. Dozvíme se také, že Toussaint pochází z afrického královského rodu Aradů, kteří bojovali v Kongu s kmenem Balubů o vládu nad zemí, a že jejich předek byl Baluby zajat a prodán bělochům do otroctví. 
Toussaint je povýšen na sluhu a pracuje v domě svého bílého pána. Zároveň tuží po svobodě a brzy pochopí, že proti otrokářům lze bojovat pouze na základě poznání bělošské civilizace a jejích vědomostí. Naučí se číst a psát a osvojí si znalosti historie, filozofie a vojenství. Když na Haiti dojdou zprávy o vypuknutí Velké francouzské revoluce, postaví se Toussaint roku 1791 do čela protifrancouzského povstání otroků a postupně se stane nejvýznamnější postavou haitské revoluce. S pomocí španělských vojenských jednotek připravil Francouzům řadu porážek, ale když Francouzská republika zruší otroctví, přidá se roku 1794 na její stranu a je dokonce jmenován francouzským maršálem. Vytlačí z Haiti španělská i britská vojska, roku 1800 ovládne celý ostrov a je prohlášen jeho doživotním vládcem. Je považován za černý protějšek Napoleona Bonaparta. 
Když se roku 1802 Francouzi snaží ostrova znovu zmocnit, klade jim odpor. Zradou je zajat a deportován do Francie, kde jel na rozkaz Napoleona Bonaparta uvězněn v pevnosti Joux na svazích Jurského pohoří. Studené podnebí, tolik odlišné od tropického klimatu na Saint Domingu, má pak za následek, že Touissant roku 1803 umírá na zápal plic.